# Mária Kráľovičová
Mária Kráľovičová (ur. 7 czerwca 1927 w Čárach, zm. 5 grudnia 2022 w Bratysławie) – słowacka aktorka.
Była najstarszą z pięciorga rodzeństwa. W wieku 15 lat przeniosła się do Bratysławy, gdzie początkowo pobierała praktyki w zakładzie fryzjerskim, a następnie jako sprzedawczyni w sklepie odzieżowym i na magazynie. Po zakończeniu II wojny światowej za sprawą ogłoszenia zgłosiła się na przesłuchania aktorskie, na których została zauważona przez Andreja Bagara.
Karierę aktorską rozpoczęła w sierpniu 1945 roku w Słowackim Teatrze Kameralnym (słow. Slovenské komorné divadlo) w Martinie, w którym występowała przez dwa lata i zagrała 14 ról. Już w pierwszym sezonie swoich występów otrzymała nagrodę dla talentu roku w konkursie Divadelní žatva w Pradze za rolę Anusi w Szkole żon Moliera. W latach 1947–1950 uczyła się w państwowym konserwatorium w Bratysławie, a 1 stycznia 1948 zaczęła występować w Słowackim Teatrze Narodowym, w którym grała przez 74 lata. W 2015 roku zadebiutowała w operze Słowackiego Teatru Narodowego, wcielając się w rolę księżnej Hardegg w Krainie uśmiechu Franza Lehára.
Jest uznawana za pierwszą słowacką aktorkę telewizyjną. Debiutowała w 1950 roku w filmie Priehrada Paľo Bielika, a w 1957 roku wystąpiła w Do videnia, Lucienne! w reżyserii Jána Roháča. Dwa lata później zagrała w filmie detektywistycznym Człowiek, który nie wrócił, a w 1960 roku w komedii Skalní v ofsajde. W telewizji występowała do 2010 roku. Recytowała słowacką poezję na trzech kontynentach, m.in. podczas Expo w Brukseli w 1958 roku, Expo w Montrealu w 1967 roku, a także w Hanoi, Hawanie i Jerozolimie.
W 1967 roku otrzymała tytuł Zasłużonej Artystki Czechosłowacji, a w 1979 roku została Narodową Artystką Czechosłowacji. W 2002 roku odznaczona orderem Ľudovíta Štúra I klasy, w 2007 Krištáľové krídlo, a w 2012 roku otrzymała medal Prezydenta Słowacji. W 2007 roku otrzymała nagrodę Jozefa Kronera za całokształt twórczości.
Była zamężna z dziennikarzem, pisarzem i tłumaczem Miroslavem Procházką (1921–2005), z którym miała córkę Janę i syna Miroslava, który został reżyserem.

## Literatura dodatkowa
- Milan Polák: Mária Kráľovičová: portrét herečky. Bratislava: Perfekt, 2007. ISBN 978-80-8046-378-6. (słow.). Brak numerów stron w książce